# مات واتلي
مات واتلي (بالإنجليزية: Matt Whatley)‏ هو لاعب كرة قدم بريطاني في مركز الدفاع، ولد في 2 أكتوبر 1992 في ويلز في المملكة المتحدة. لعب مع نادي إسكلستونا.

## وصلات خارجية
- مات واتلي على موقع قاعدة بيانات كرة القدم.إي يو (الإنجليزية)
- مات واتلي على موقع Soccerway.com (الإنجليزية)